# 48ホールディングス
48ホールディングス株式会社（よつばホールディングス、英: 48Holdings Inc.）は、札幌市中央区に本社を置くウェブコンテンツ開発・販売会社である。

## 経緯
「デジタル仮想通貨」の「クローバーコイン」を販売して2016年9月から2017年6月までの10か月間に約192億円の売上高を計上し、雑誌『経済界』で「2017年注目企業43」の「オンリーワン部門」に当社が選ばれるなど好調な業績であったが、2017年10月3日に販売を終了した。10月4日までに取引銀行4行すべての口座が凍結され、10月24日までに全国の消費生活センターに367件の相談が寄せられた。10月27日に「クローバーコイン」は「完全に上がる」「買わないと損する」などと言って連鎖販売取引（マルチ商法）を行ったことは、（1）氏名等不明示（2）不実告知（3）概要書面不交付の3点で特定商取引法違反にあたるとして、消費者庁から3か月間の一部取引停止を命じられた。2018年2月取引開始予定だが、取引所名は日本国内の返金・支払手数料問題解決後、公表可が条件とされた。

## 沿革
- 1993年（平成5年）
  - 11月　会社設立[1]。
- 2016年（平成28年）
  - ６月　北海道札幌市中央区北1条西へ本社移転。
- 2017年（平成29年）
  - 4月　 48オンラインショップオープン。
  - 10月　「クローバーコイン」販売終了。